# Isla Iç
Isla Iç (en turco: Iç Ada; literalmente "isla interior"; en griego: Αλιμενταριά; en italiano Alimentaria), es un islote de Turquía cerca de Kaş (la antigua Antifelo), en el distrito homónimo de la provincia de Antalya. Se encuentra al este del mar Mediterráneo, cerca de cinco millas náuticas al oeste-suroeste de la isla de Kekova, y a mitad de camino entre Kekova y el islote griego de Strongili. La isla tiene forma de triángulo alargado a lo largo de un eje noreste-suroeste, cuyos extremos son de 2,5 km y 1,2 km de largo. Está separada del continente por un estrecho de 150 m de ancho. La isla está deshabitada y cubierta únicamente de Maquia.
Fue motivo de controversia entre Italia y Turquía después de la ocupación italiana de Kastelórizo, pero el Convenio de 1932 entre Italia y Turquía, que definió la frontera marítima entre los dos estados, asignó el islote a Turquía.